# Adrian Mifsud
Adrian Mifsud (ur. 11 grudnia 1974 w Rabacie) – maltański piłkarz występujący na pozycji napastnika, reprezentant kraju.

## Życiorys
Mifsud urodził się w Rabacie. Podstawową edukację odebrał w Sacred Heart School w Marsie, a następnie uczęszczał do Archbishop’s Seminary w Rabacie. Należał ponadto do szkółek piłkarskich Ħamrun Spartans i Żurrieq.
W 1991 roku, w wieku 16 lat, rozpoczął seniorską karierę, debiutując w trzecioligowym St. Venera Lightnings. W 1995 roku został zawodnikiem Rabat Ajax, grającego w najwyższej maltańskiej klasie rozgrywek. W lidze zadebiutował 9 września 1995 roku w meczu przeciwko Hibernians. Ogółem w sezonie 1995/1996 w 13 meczach zdobył 5 goli. Sezon później jego klub spadł z Premier League. W sezonie 1997/1998 Rabat Ajax powrócił do Premier League z pięciopunktową przewagą nad drugą drużyną, zaś Mifsud z 11 golami został najskuteczniejszym strzelcem zespołu.
W grudniu 1999 roku Mifsud przeszedł do Hibernians FC. W sezonie 2001/2002 Hibernians zdobyło mistrzostwo Malty, zaś Mifsud strzelił wówczas 27 goli ligowych, ustępując jedynie Danilo Dončiciowi (32 bramki) i bijąc rekord klubowy 22 goli Karla Zacchau z sezonu 1992/1993. Otrzymał ponadto tytuł piłkarza roku. W sezonie 2002/2003 zdobył 18 bramek, zostając wspólnie z Dončiciem i Michaelem Galeą królem strzelców ligi. W Hibernians grał do końca sezonu 2003/2004, stając się najskuteczniejszym piłkarzem w historii klubu (poprzedni rekord – 72 gole – należał do Ernesta Spiteriego-Gonziego).
Latem 2004 roku Mifsud został zawodnikiem Sliemy Wanderers. Z klubem tym zdobył w sezonie 2004/2005 mistrzostwo Malty. Na początku kolejnego sezonu przeszedł do Floriany, gdzie grał przez trzy lata, a następnie przeszedł do Hibernians. W 2008 roku powrócił do Rabatu Ajax. W 2012 roku zakończył karierę zawodniczą.
W latach 1999–2003 piętnastokrotnie wystąpił w reprezentacji Malty.

## Statystyki ligowe
| Sezon         | Klub             | Liga           | Mecze | Gole |
| ------------- | ---------------- | -------------- | ----- | ---- |
| 1995/1996     | Rabat Ajax       | Premier League | 13    | 5    |
| 1996/1997     | Rabat Ajax       | Premier League | 25    | 8    |
| 1997/1998     | Rabat Ajax       | First Division | 16    | 11   |
| 1998/1999     | Rabat Ajax       | Premier League | 23    | 7    |
| 1999/2000 (j) | Rabat Ajax       | Premier League | 11    | 1    |
| 1999/2000 (w) | Hibernians FC    | Premier League | 13    | 3    |
| 2000/2001     | Hibernians FC    | Premier League | 26    | 23   |
| 2001/2002     | Hibernians FC    | Premier League | 27    | 28   |
| 2002/2003     | Hibernians FC    | Premier League | 26    | 18   |
| 2003/2004     | Hibernians FC    | Premier League | 19    | 8    |
| 2004/2005     | Sliema Wanderers | Premier League | 17    | 1    |
| 2005/2006 (j) | Sliema Wanderers | Premier League | 1     | 0    |
| 2005/2006     | Floriana FC      | Premier League | 21    | 15   |
| 2006/2007     | Floriana FC      | Premier League | 20    | 9    |
| 2007/2008 (j) | Floriana FC      | Premier League | 11    | 3    |
| 2007/2008 (w) | Hibernians FC    | Premier League | 6     | 2    |